# Kavalkád (film, 1933)
A Kavalkád egy Frank Lloyd által rendezett 1933-as amerikai romantikus filmdráma. A történet alapjául Noël Coward azonos című színműve szolgált.
A filmet négy Oscar-díjra jelölték, melyből hármat sikerült megnyernie.

## Történet
|  | Alább a cselekmény részletei következnek! |

A film betekintést nyújt az angliai mindennapokba 1899 szilveszterétől 1933 újév napjáig. A középpontban Jane (Diane Wynyard) és Robert Marryot (Clive Brook) londoni lakosok állnak. A film olyan történelmi események hátteréül is szolgál, mint a Második búr háború, Viktória királynő halála, a Titanic elsüllyedése és az első világháború.

## Produkció
A Fox filmstúdió filmhíradós kamerásokat küldött Londonba, hogy felvegyék az eredeti színházi darabot, ez később a filmadaptáció útmutatójává szolgált.
A filmet 1933. január 5-én levetítették New Yorkban, de a hivatalos bemutató csak április 15-én történt meg.

## Szereposztás
| Szerep          | Színész          |
| --------------- | ---------------- |
| Jane Marryot    | Diana Wynyard    |
| Robert Marryot  | Clive Brook      |
| Ellen Bridges   | Una O’Connor     |
| Alfred Bridges  | Herbert Mundin   |
| Margaret Harris | Irene Browne     |
| Edith Harris    | Margaret Lindsay |

## Kritikai fogadtatás
Mordaunt Hall a New York Times filmkritikusa lenyűgözőnek és magával ragadónak nevezte a filmet. Bár mai szemmel nézve a film kissé mesterkéltnek is tűnhet.

## Oscar-díj
- Oscar-díj (1934)
  - díj: legjobb film – Fox Film Corporation
  - díj: legjobb rendező – Frank Lloyd
  - díj: legjobb díszlettervező – William S. Darling
  - jelölés: legjobb női főszereplő – Diana Wynyard

## Fordítás
- Ez a szócikk részben vagy egészben  a   Cavalcade című angol Wikipédia-szócikk fordításán alapul.  Az eredeti cikk szerkesztőit annak laptörténete sorolja fel. Ez a jelzés csupán a megfogalmazás eredetét és a szerzői jogokat jelzi, nem szolgál a cikkben szereplő információk forrásmegjelöléseként.